# Lüterkofen

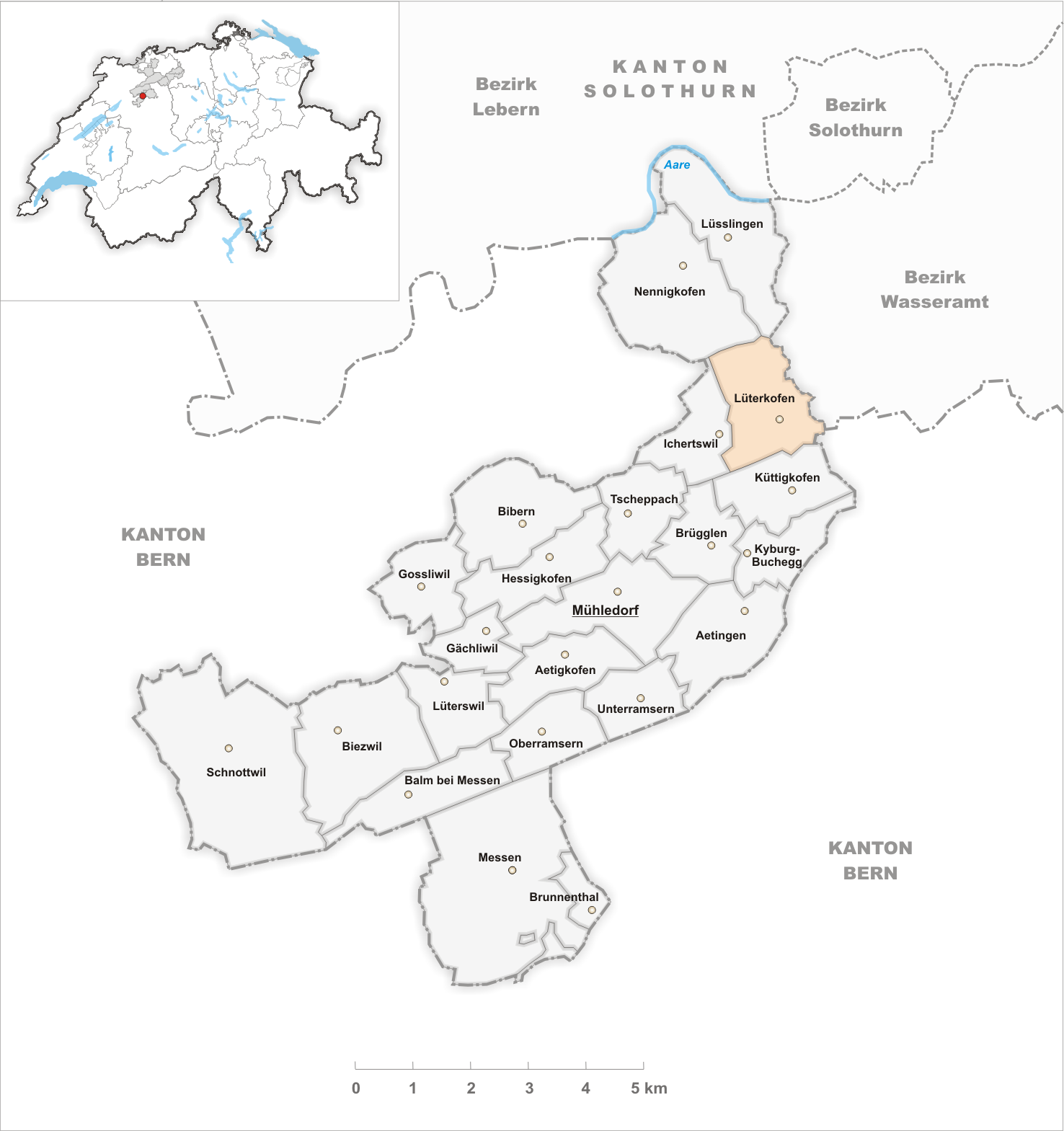
Gemeindestand vor der Fusion am 1. Januar 1961

Lüterkofen ist eine Ortschaft in der Gemeinde Lüterkofen-Ichertswil im Schweizer Kanton Solothurn.
1961 fusionierte die damals selbständige Gemeinde Lüterkofen mit der damaligen Gemeinde Ichertswil zur heutigen Gemeinde Lüterkofen-Ichertswil.

## Söhne und Töchter von Lüterkofen
- Werner Ingold (1919–1995), Chemiker und Unternehmer